# Консепсион
 Тази статия е за града в Чили.  За департамента в Парагвай вижте Консепсион (департамент).  
Консепсион (на испански: Concepción) е град в Чили. Административен център на едноименната комуна и провинция Консепсион, както и на областта Био-Био. Населението на града е 212 003 души по преброяване от 2002 г.

## Разположение
Градът е разположен на 434 килоометра югозападно от столицата на Чили – град Сантяго де Чиле.
Заедното с градовете Талкауано, Чигуаянте, Сан Педро де ла Пас, Уалпен и Пенко образува т.нар. Голям Консепсион – втората по численост агломерация в страната с общо население 666 хиляди жители.

## История
Основан е през октомври 1550 г. от първия губернатор на Чили Педро де Валдивия, в устието на река Био-Био.

## Побратимени градове
Консепсион е побратимен с:
- Каскавел, Бразилия.
- Росарио, Аржентина.
- Ла Плата, Аржентина.
- Гуаякил, Еквадор.
- Сукре, Боливия.
- Витлеем, Палестина.
- Каракас, Венецуела.
- Окланд, Нова Зеландия.